# Paris Jean-Bouin (hockey sur gazon)
Pour les articles homonymes, voir Paris Jean-Bouin.
Le Paris Jean-Bouin (ex-CASG Paris) est un club français comprenant une section de hockey sur gazon fondée en 1903. Les équipes féminines et masculines du club évoluent parmi l'élite nationale : Championnat de France de hockey sur gazon et Championnat de France de hockey sur gazon féminin. 

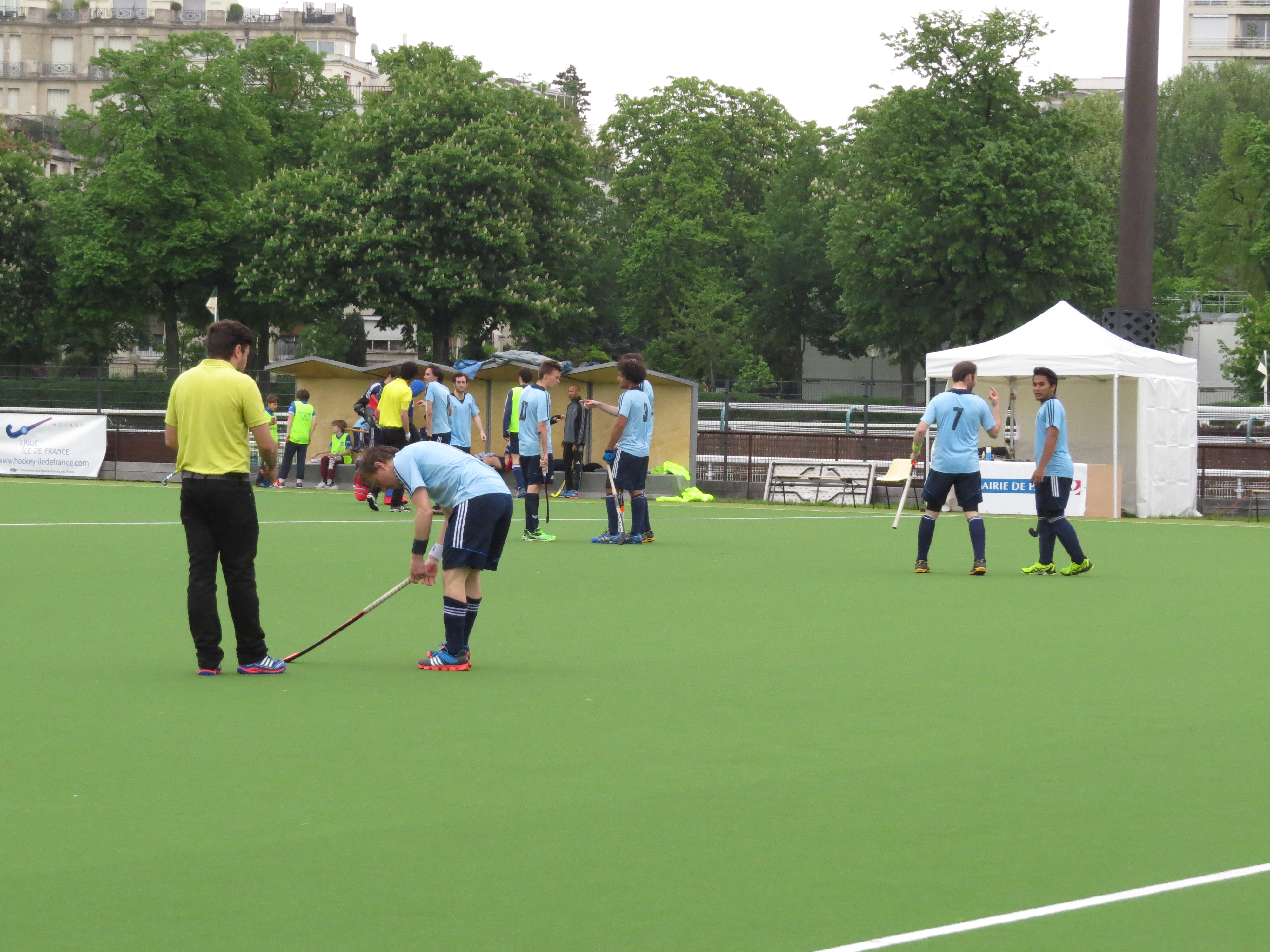
Le PJB à domicile face à Lyon